# Upadhi
Upadhi (sânscrito: "imposição" ou "limitação") é um termo utilizado na filosofia hindu. Um upadhi na lógica hindu é uma limitação ou qualificação extra de alguma coisa. Ele pode significar um disfarce ou camuflagem da verdadeira realidade de algo, ambas as definições se referem a algo e o que o limita. Por exemplo, o corpo de um homem ou animal é o upadhi do seu espírito ou a sombra de um objeto na parede e o upadhi deste objeto.

## No yoga
De acordo com a classificação da filosofia do Taraka-Raja-Yoga, o homem é dividido em três upadhis que são sintetizadas, como o veículo de um  princípio mais alto ou atman. Elas são: karanopadhi, a upadhi causal ou mente espiritual; sukshmopadhi, a upadhi do alto e baixo manas mais o veículo astral e a sua essência vital combinada como o kama; e o sthulopadhi, o corpo fisico, que de fato é o veículo normal ou upadhi dos seis principais composições da constitutição humana.
O Sushumna, que como diz Nirukta (II, 6), é a única luz sobre a lua, é o raio que acalenta os yogues iniciados. A totalidade dos Sete Raios lançados através da constituição do sistema Solar, assim por dizer, o Upadhi físico (base) da ciência etérica; no qual o Upadhi, luz, calor, eletricidade, etc., etc.,etc. Eles emanam e tem sua origem na supra-elevada Upadhi, no éter do Ocultismo – ou Akasha" (SD 1:515n).

## Na teosofia
"'aquilo que aparece seguindo a um padrão ou modelo,' como uma tela, por assim dizer, sobre a qual a luz de uma lanterna projeta um objecto. Um 'upadhi' portanto, misticalmente falandso, é como uma sobra projetada, quando comparado a sua verdadeira realidade, que causa a formação da sombra. O homem pode considerar ser composto de três (ou mesmo quatro) upadhis ou bases essenciuais" (OG 178).
Mulaprakriti (a materia física primordial) na filosofia Hindu é o upadhi ou veículo de todo o fenomeno, se fisico, mental, ou psifico. "A Materia é Eterna. Esta Upadhi (a base fisica) para a mente infinita e Universal build thereon its ideations" (SD 1:280). Uma upadhi, então, é o veículo , carrier, ou meio de a energia superior de outro plano manifesta suas características e qualidades nos plano inferiores, fora da sua verdadeira substancia da qual nos planos inferiores a upadhi foi criada.
Às vezes a upadhi é intercambiada com vahana (veículo); thus manas is spoken of as the upadhi ou vahana do buddhi. Mas mais frequentimente é  usado upadhi como uma fundação ou base. Por esta instancia, Blavatsky fala do hidrogenio como a upadhi do ar e da água; e do akasa como a upadhi do pensamento divino.  "A Cosmica Idealização foculizada no principio ou upadhi (base) resulta como a consciencia do ego do individuo. Sua manifestação varia de acordo com o grau de upadhi, mais conhecidoi como  Manas de uma Mente-Consciente; through the more finely differentiated fabric (sixth state of matter) of the Buddhi resting on the experience of Manas as its basis -- as a stream of spiritual intuition" (SD 1:329n).

## veja também
- Jivana-upadhi
- Sushumna
- Vahan